# Caravan (альбом)
| Оценки критиков | Оценки критиков |
| Источник        | Оценка          |
| --------------- | --------------- |
| AllMusic        | [ 1 ]           |

Caravan — дебютный одноимённый альбом британской группы Caravan, играющий в стиле progressive rock . Альбом был выпущен в октябре 1968 года на Verve Forecast.
- LP Verve Forecast — VLP 6011 (1968/9?, UK) Mono version
- LP Verve Forecast - SVLP 6011 (1968/9?, UK) Stereo version
- LP Verve Forecast - FTS-3066 (1968/9?, US)

## Предыстория
Альбом стал результатом того, что группа позаимствовала оборудование у Soft Machine (которые в то время гастролировали по США с Jimi Hendrix и использовали его бэклайн), создав «необычайно зрелое музыкальное заявление». Альбом был выпущен в стерео и моно, как в Америке, так и Англии, но не достиг статуса хита в чартах.

## Список композиций
Все треки приписаны Синклеру, Гастингсу, Кофлану и Синклеру, за исключением отмеченных случаев.
Side one
| №  | Название               | Длительность |
| -- | ---------------------- | ------------ |
| 1. | «Place of my Own»      | 4:00         |
| 2. | «Ride»                 | 3:41         |
| 3. | «Policeman»            | 2:45         |
| 4. | «Love Song with Flute» | 4:09         |
| 5. | «Cecil Rons»           | 4:05         |

Side two
| №  | Название                         | Автор(ы)                                       | Длительность |
| -- | -------------------------------- | ---------------------------------------------- | ------------ |
| 1. | «Magic Man»                      |                                                | 4:01         |
| 2. | «Grandma's Lawn»                 |                                                | 3:23         |
| 3. | «Where but for Caravan Would I?» | Sinclair, Hastings, Coughlan, Sinclair, Hopper | 9:01         |

## Переиздание на CD в 2002 году
Переиздание на CD студией Verve Forecast в 2002 года включало две полные версии альбома, в оригинальном моно и стерео, а также дополнительный трек «Hello Hello» (3:12), который первоначально был выпущен как сингл.

## Состав музыкантов
- Пай Хастингс (Pye Hastings) — ведущий вокал (сторона A: 1-2, 4), совокал (сторона A: 5 и сторона B: 1, 3), гитара, бас-гитара
- Ричард Синклер (Richard Sinclair) — ведущий вокал (сторона A: 3 и сторона B: 2), совокал (сторона A: 5 и сторона B: 1, 3), бас-гитара, гитара
- Дейв Синклер (Dave Sinclair) — орган, фортепиано
- Ричард Кулан (Richard Coughlan) — барабаны

Дополнительный персонал
- Джимми Хастингс (Jimmy Hastings) — флейта на «Love Song with Flute»
- Тони Кокс (продюсер звукозаписи) (Tony Cox) — продюсер
- Кит Дэвис (Keith Davis) из DBWX — дизайн обложки